# جام حذفی فوتبال انگلستان ۲۲–۲۰۲۱
جام حذفی فوتبال انگلستان ۲۲–۲۰۲۱، صد و چهل و یکمین فصل متوالی و صد و پنجاهمین سالگرد اولین رقابت جام اتحادیه فوتبال، قدیمی‌ترین تورنمنت فوتبال در جهان است که در فصل ۷۲–۱۸۷۱ آغاز شد. این توسط امارات حمایت می‌شود و از این جهت، به عنوان جام حذفی امارات می‌شود. قهرمان به مرحله گروهی لیگ اروپا ۲۳–۲۰۲۲ راه خواهد یافت.
تیم لیگ برتری لستر سیتی با شکست چلسی در فینال جام حذفی ۲۰۲۱، مدافع عنوان قهرمانی این رقابت‌ها بود، اما در دور چهارم توسط ناتینگهام فارست حذف شدند.

## تیم‌ها
جام حذفی فوتبال انگلستان یک رقابت حذفی است با ۱۲۴ تیم شرکت کننده (به استثنای تیم‌های حذف شده در دور مقدماتی) که همگی برای رسیدن به فینال به میزبانی ومبلی در ماه مه ۲۰۲۲ رقابت می‌کنند. رقابت‌کنندگان از ۹۲ تیم از سیستم لیگ فوتبال (۲۰ تیم لیگ برتری و مجموعاً ۷۲ تیم از چمپیونشیپ، لیگ یک و لیگ دو) به اضافه ۳۲ تیم بازمانده از ۶۳۷ تیم از سیستم لیگ ملی (سطوح ۵–۱۰ نظام لیگ‌های فوتبال انگلیس) که مسابقات را از دور مقدماتی آغاز کردند.
همه دورها به‌طور تصادفی قرعه‌کشی می‌شوند که بسته به حق پخش تلویزیونی یا معمولاً در پایان دور قبلی یا در عصر آخرین بازی تلویزیونی دور در حال برگزاری، انجام می‌شود.
| دور           | تاریخ اصلی           | تعداد بازی‌ها | باشگاه‌های باقی‌مانده | تازه‌واردان این مرحله | جایزه برنده | جایزه بازنده | تازه‌واردان دسته‌های مختلف در این مرحله |
| ------------- | -------------------- | ------------ | ------------------- | -------------------- | ----------- | ------------ | ------------------------------------- |
| دور اول       | شنبه ۶ نوامبر ۲۰۲۱   | ۴۰           | ۱۲۴ → ۸۴            | ۴۸                   | £۲۲٬۶۲۹     | ---          | ۲۴ تیم لیگ برتر ۲۴ تیم لیگ دو         |
| دور دوم       | شنبه ۴ دسامبر ۲۰۲۱   | ۲۰           | ۸۴ → ۶۴             | ---                  | £۳۲٬۰۰۰     | ---          | ---                                   |
| دور سوم       | شنبه ۸ ژانویه ۲۰۲۲   | ۳۲           | ۶۴ → ۳۲             | ۴۴                   | £۸۲٬۰۰۰     | ---          | ۲۰ تیم لیگ برتر ۲۴ تیم چمپیونشیپ      |
| دور چهارم     | شنبه ۵ فوریه ۲۰۲۲    | ۱۶           | ۳۲ → ۱۶             | ---                  | £۹۰٬۰۰۰     | ---          | ---                                   |
| دور پنجم      | چهارشنبه ۲ مارس ۲۰۲۲ | ۸            | ۱۶ → ۸              | ---                  | £۱۸۰٬۰۰۰    | ---          | ---                                   |
| یک‌چهارم نهایی | شنبه ۱۹ مارس ۲۰۲۲    | ۴            | ۸ → ۴               | ---                  | £۳۶۰٬۰۰۰    | ---          | ---                                   |
| نیمه نهایی    | شنبه ۱۶ آوریل ۲۰۲۲   | ۲            | ۴ → ۲               | ---                  | £۹۰۰٬۰۰۰    | £۴۵۰٬۰۰۰     | ---                                   |
| فینال         | شنبه ۱۴ مه ۲۰۲۲      | ۱            | ۲ → ۱               | ---                  | £۱٬۸۰۰٬۰۰۰  | £۹۰۰٬۰۰۰     | ---                                   |

## دور مقدماتی
تیم‌هایی که عضو لیگ برتر یا لیگ فوتبال انگلیس نیستند، در دور مقدماتی برای کسب یکی از ۳۲ مکان موجود در دور اول رقابت‌ها شرکت کردند. شش دور مسابقات مقدماتی با دور مقدماتی اضافی در ۶ اوت ۲۰۲۱ آغاز شد.

## دور اول
در دور اول، ۳۲ تیم برنده از دور چهارم مقدماتی به همراه ۴۸ باشگاه از لیگ یک و لیگ دو همراه شدند. قرعه‌کشی در ۱۷ اکتبر ۲۰۲۱ در ورزشگاه ومبلی توسط کلی اسمیت و وس مورگان برگزار شد. پایین‌ترین تیم دور اول سادبوری، تیمی از دسته شمال لیگ فوتبال ایستمان در سطح هشتم فوتبال انگلستان بود.
| ۵ نوامبر ۲۰۲۱ | سادبوری (۸) | ۰–۴   | کولچستر یونایتد (۴)                                         | سادبوری، سافک                                      |
| ۱۹:۵۵ GMT     |             | گزارش | - سارپونگ-ویردو ۳۵' - سیرس ۳۹' - جاسپر ۷۱' - مک‌کولسکی ۹۰+۳' | ورزشگاه: کینگز مارش تماشاگران: ۲٬۰۰۰ داور: جیمز بل |

| ۶ نوامبر ۲۰۲۱ | اسکانتورپ یونایتد (۴) | ۰–۱   | دونکستر راورز (۳) | اسکان‌ثورپ                                                |
| ۱۳:۰۰ GMT     |                       | گزارش | - لوفت '۳۸        | ورزشگاه: گلنفورد پارک تماشاگران: ۳٬۳۰۱ داور: کارل بویسون |

| ۶ نوامبر ۲۰۲۱ | گیلینگام (۳) | ۱–۱   | چلتنهام تاون (۳) | جیلینگهام، کنت                                              |
| ۱۴:۰۰ GMT     | - سیتهول ۵۹' | گزارش | - پولاک ۳۴'      | ورزشگاه: ورزشگاه پریست‌فیلد تماشاگران: ۲٬۵۵۵ داور: اولی ییتس |

| ۱۶ نوامبر ۲۰۲۱ تکرار | چلتنهام تاون (۳) | ۱–۰   | گیلینگام (۳) | چلتنهام                                            |
| ۱۹:۴۵ GMT            | پولاک ۱۱'        | گزارش |              | ورزشگاه: وادون رود تماشاگران: ۲٬۶۵۱ داور: لی سوابی |

| ۶ نوامبر ۲۰۲۱ | برادفورد سیتی (۴) | ۱–۱   | اکستر سیتی (۴) | برادفورد                                                      |
| ۱۵:۰۰ GMT     | - رابینسون ۲۸'    | گزارش | - نامب ۸۶'     | ورزشگاه: ورزشگاه ولی پرید تماشاگران: ۳٬۲۳۶ داور: سب استاک‌بریج |

| ۱۶ نوامبر ۲۰۲۱ تکرار                                     | اکستر سیتی (۴)*               | باطل  | برادفورد سیتی (۴) | اکستر                                           |
| ۱۹:۴۵ GMT                                                | جی ۱۰۰'، ۱۱۵' · آتانگانا ۱۰۵' | گزارش |                   | ورزشگاه: سنت جیمز پارک (اکستر) تماشاگران: ۳٬۵۰۹ |
| یادداشت: پس از تعویض ششم اکستر سیتی، بازی باطل اعلام شد. |                               |       |                   |                                                 |

| ۳۰ نوامبر ۲۰۲۱ تکرار | اکستر سیتی (۴)      | ۲–۱   | برادفورد سیتی (۴) | اکستر                                                               |
| ۱۹:۴۵ GMT            | - دینگ ۵۱' - ری ۸۰' | گزارش | آنگول ۱۱'         | ورزشگاه: سنت جیمز پارک (اکستر) تماشاگران: ۳٬۲۲۸ داور: چارلز برک‌اسپر |

| ۶ نوامبر ۲۰۲۱ | ساندرلند (۳) | ۰–۱   | منزفیلد تاون (۴) | ساندرلند (تاین و ور)                                        |
| ۱۵:۰۰ GMT     |              | گزارش | - اوتس ۵'        | ورزشگاه: ورزشگاه روشنایی تماشاگران: ۸٬۶۲۰ داور: جیمز الدهام |

| ۶ نوامبر ۲۰۲۱ | هیز و یدینگ یونایتد (۷) | ۰–۱   | ساتون یونایتد (۴) | هیز، هیلینگدون                                            |
| ۱۵:۰۰ GMT     |                         | گزارش | - رندال ۷۱'       | ورزشگاه: ورزشگاه اسکایکس تماشاگران: ۱٬۲۰۱ داور: سم الیسون |

| ۶ نوامبر ۲۰۲۱ | کارلایل یونایتد (۴)   | ۲–۰   | هورشم (۷) | کارلایل، کامبریا                                               |
| ۱۵:۰۰ GMT     | - یانگ ۶۹' - کلوف ۹۰' | گزارش |           | ورزشگاه: پارک ورزشی برونتون تماشاگران: ۲٬۵۸۱ داور: لوییس اسمست |

| ۶ نوامبر ۲۰۲۱ | یاته تاون (۷) | ۰–۵   | یئوویل تاون (۵)                                                   | یاته                                              |
| ۱۵:۰۰ GMT     |               | گزارش | - رابینسون ۷' - ویک‌فیلد ۱۴' - گرمن '۲۹ - یوسف ۴۸' - لو-اورتون ۶۲' | ورزشگاه: لاج رود تماشاگران: ۱٬۶۰۰ داور: متیو راسل |

| ۶ نوامبر ۲۰۲۱ | روترهام یونایتد (۳)                   | ۳–۰   | بروملی (۵) | راترهام                                                    |
| ۱۵:۰۰ GMT     | - وایلس ۴۳' - لاداپو ۴۵+۲' - گریگ ۸۰' | گزارش |            | ورزشگاه: ورزشگاه نیویورک تماشاگران: ۴٬۰۶۴ داور: دکلان بورن |

| ۶ نوامبر ۲۰۲۱ | پورتسموث (۳) | ۱–۰   | هارو بورو (۷) | پورتسموث                                                        |
| ۱۵:۰۰ GMT     | - هارنس ۲۸'  | گزارش |               | ورزشگاه: ورزشگاه فراتون پارک تماشاگران: ۶٬۸۶۹ داور: اسکات تالیس |

| ۶ نوامبر ۲۰۲۱ | مورکم (۳)   | ۱–۰   | نیوپورت کانتی (۴) | مورکم                                                    |
| ۱۵:۰۰ GMT     | وایلدیگ ۶۸' | گزارش |                   | ورزشگاه: گلوب آرنا تماشاگران: ۱٬۸۷۹ داور: کریس سارجینسون |

| ۶ نوامبر ۲۰۲۱ | فلیتوود تاون (۳) | ۱–۲   | برتون آلبیون (۳)        | فلیتوود، لانکاشر                                                   |
| ۱۵:۰۰ GMT     | - گارنر ۱۲'      | گزارش | - پاول ۱۴' - جبیسون ۷۷' | ورزشگاه: ورزشگاه هایبوری (فلیتوود) تماشاگران: ۱٬۳۶۲ داور: تام ریوز |

| ۶ نوامبر ۲۰۲۱ | نورث‌همپتون تاون (۴)  | ۲–۲   | کمبریج یونایتد (۳)         | نورث‌همپتون                                           |
| ۱۵:۰۰ GMT     | - اتت ۶' - لوییس ۳۵' | گزارش | - اسمیت ۱۴' - میسترسون ۶۶' | ورزشگاه: Sixfields تماشاگران: ۳٬۷۹۲ داور: مارتین کوی |

| ۱۶ نوامبر ۲۰۲۱ تکرار | کمبریج یونایتد (۳)                  | ۳–۱   | نورث‌همپتون تاون (۴) | کمبریج                                                    |
| ۱۹:۴۵ GMT            | Knibbs ۱۳' · اسمیت ۴۰' · Worman ۴۸' | گزارش | رز ۷۵'              | ورزشگاه: ورزشگاه ابی تماشاگران: ۳٬۰۶۸ داور: دارن Drysdale |

| ۶ نوامبر ۲۰۲۱ | هالیفاکس تاون (۵)                                                              | ۷–۴   | میدنهد یونایتد (۵)             | هلیفکس                                               |
| ۱۵:۰۰ GMT     | - وارن ۱۰' - Warburton ۱۷' - اسپنس ۳۷' - واترز ۴۲'، ۵۹' - Slew ۵۶' - نیوبی ۷۳' | گزارش | - کلی ۱۳'، ۶۱' - آکوا ۲۰'، ۴۴' | ورزشگاه: The Shay تماشاگران: ۱٬۵۱۴ داور: Jacob Miles |

| ۶ نوامبر ۲۰۲۱ | چسترفیلد (۵)                        | ۳–۱   | ساوتند یونایتد (۵) | چسترفیلد                                                        |
| ۱۵:۰۰ GMT     | - خان ۶' - کرول ۱۴' - Tshimanga ۷۹' | گزارش | - مورفی ۴'         | ورزشگاه: Technique Stadium تماشاگران: ۴٬۷۱۳ داور: اسکات سیمپسون |

| ۶ نوامبر ۲۰۲۱ | کیدرمینستر هاریرس (۶) | ۱–۰   | گریمزبی تاون (۵) | کیدرمینستر                                                |
| ۱۵:۰۰ GMT     | - همینگز '۷۲          | گزارش |                  | ورزشگاه: ورزشکاه آگبورو تماشاگران: ۲٬۷۹۱ داور: گرث Rhodes |

| ۶ نوامبر ۲۰۲۱ | ویگان اتلتیک (۳) | ۰–۰   | سولیهال مورس (۵) | ویگان                                                          |
| ۱۵:۰۰ GMT     |                  | گزارش |                  | ورزشگاه: ورزشگاه دی‌دابلیو تماشاگران: ۲٬۸۴۳ داور: دانیل میدلتون |

| ۱۶ نوامبر ۲۰۲۱ تکرار | سولیهال مورس (۵) | ۱–۲ (و.ا.) | ویگان اتلتیک (۳)   | سولیهال                                                   |
| ۱۹:۴۵ GMT            | رونی '۴۸         | گزارش      | کر ۶۶' · Lang ۱۰۴' | ورزشگاه: Damson Park تماشاگران: ۳٬۷۰۳ داور: چارلز برک‌اسپر |

| ۶ نوامبر ۲۰۲۱ | بورم‌وود (۵)     | ۲–۰   | ایستلی (۵) | بورهام‌وود                                                 |
| ۱۵:۰۰ GMT     | بودن ۴۵+۱'، ۶۱' | گزارش |            | ورزشگاه: میدو پارک تماشاگران: ۹۳۱ داور: سانی Sukhvir Gill |

| ۶ نوامبر ۲۰۲۱ | یورک سیتی (۶) | ۰–۱   | باکستون (۷)       | یورک                                                              |
| ۱۵:۰۰ GMT     |               | گزارش | - دو جیرولامو ۸۵' | ورزشگاه: York Community Stadium تماشاگران: ۳٬۷۹۱ داور: آرون جکسون |

| ۶ نوامبر ۲۰۲۱ | ایپسویچ تاون (۳) | ۱–۱   | اولدهام اتلتیک (۴) | ایپسوییچ                                                    |
| ۱۵:۰۰ GMT     | - Burns ۸'       | گزارش | - Keillor-Dunn ۴۱' | ورزشگاه: ورزشگاه پورتمن رود تماشاگران: ۸٬۸۴۵ داور: نیل Hair |

| ۱۶ نوامبر ۲۰۲۱ تکرار | اولدهام اتلتیک (۴) | ۱–۲   | ایپسویچ تاون (۳)          | اولدهام                                                      |
| ۱۹:۴۵ GMT            | مک‌گاهی ۲۹'         | گزارش | چاپلین ۳۶' · المیزونی ۸۱' | ورزشگاه: پارک ورزشی مرزی تماشاگران: ۲٬۸۰۱ داور: کارل Boyeson |

| ۶ نوامبر ۲۰۲۱ | ویمبلدون (۳) | ۱–۰   | گایزلی (۶) | مرتون                                                |
| ۱۵:۰۰ GMT     | - پالمر ۴۴'  | گزارش |            | ورزشگاه: پلاو لین تماشاگران: ۴٬۹۷۳ داور: مارتین وودز |

| ۶ نوامبر ۲۰۲۱ | هروگیت تاون (۴)        | ۲–۱   | ورکسام (۵)       | هروگت                                                  |
| ۱۵:۰۰ GMT     | - پاور ۷۳' - اورسی ۷۸' | گزارش | - Ponticelli ۳۸' | ورزشگاه: ودربی رود تماشاگران: ۲٬۴۰۳ داور: اسکات الدهام |

| ۶ نوامبر ۲۰۲۱ | هارتل پول یونایتد (۴)      | ۲–۲   | وایکام واندررز (۳)              | هارتل‌پول                                                    |
| ۱۵:۰۰ GMT     | - کالن ۴۵+۱' - مولینیو ۶۵' | گزارش | - فرینو-جوزف ۶۳' - جاکوبسون '۷۴ | ورزشگاه: ویکتوریا پارک تماشاگران: ۴٬۲۷۱ داور: دارن Drysdale |

| ۱۶ نوامبر ۲۰۲۱ تکرار | وایکام واندررز (۳) | ۰–۱   | هارتل پول یونایتد (۴) | های ویکام                                                        |
| ۱۹:۴۵ GMT            |                    | گزارش | کالن ۲۰'              | ورزشگاه: پارک ورزشی آدامز تماشاگران: ۱٬۵۸۲ داور: کریستوفر پولارد |

| ۶ نوامبر ۲۰۲۱ | کینگز لین تاون (۵) | ۰–۱   | والسال (۴)    | کینگز لین                                                |
| ۱۵:۰۰ GMT     |                    | گزارش | - Kiernan ۱۵' | ورزشگاه: ورزشگاه واکس تماشاگران: ۱٬۹۳۴ داور: رابرت لوییس |

| ۶ نوامبر ۲۰۲۱ | کرو آلکساندرا (۳) | ۰–۳   | سوئیندون تاون (۴)            | کرو، چشر                                                   |
| ۱۵:۰۰ GMT     |                   | گزارش | - رید ۲۵'، ۷۹' - سیمپسون ۵۲' | ورزشگاه: ورزشگاه آلکساندرا تماشاگران: ۲٬۳۰۳ داور: ترور کتل |

| ۶ نوامبر ۲۰۲۱ | چارلتون اتلتیک (۳)                              | ۴–۰   | هاوانت و واترلوویل (۶) | چارلتون                                               |
| ۱۵:۰۰ GMT     | دیویسون ۷۲' · استاکلی ۷۶' (پ.)، ۸۵' · برستو ۹۰' | گزارش |                        | ورزشگاه: ورزشگاه ولی تماشاگران: ۳٬۸۶۵ داور: کارل بروک |

| ۶ نوامبر ۲۰۲۱ | کراولی تاون (۴) | ۰–۱   | ترانمره راورز (۴) | کراولی                                                         |
| ۱۵:۰۰ GMT     |                 | گزارش | - مک‌منمن ۳۸'      | ورزشگاه: ورزشگاه برادفیلد تماشاگران: ۱٬۷۶۵ داور: چارلز برک‌اسپر |

| ۶ نوامبر ۲۰۲۱ | لیتون اورینت (۴) | ۱–۰   | ابسفلیت یونایتد (۶) | لندن                                                |
| ۱۵:۰۰ GMT     | - درینان ۲۴'     | گزارش |                     | ورزشگاه: بریزبن رود تماشاگران: ۳٬۴۵۱ داور: ویل فینی |

| ۶ نوامبر ۲۰۲۱ | میلتون کینز دونز (۳)      | ۲–۲   | استیونج (۴)          | میلتون کینز                                             |
| ۱۵:۰۰ GMT     | - دارلینگ ۳۴' - واترز ۷۶' | گزارش | - بری ۷۰' · لیست ۷۳' | ورزشگاه: ورزشگاه ام‌کی تماشاگران: ۲٬۸۶۰ داور: سایمون مدر |

| ۱۶ نوامبر ۲۰۲۱ تکرار | استیونج (۴)            | ۲–۱ (و.ا.) | میلتون کینز دونز (۳) | استیونج                                             |
| ۱۹:۴۵ GMT            | رید ۶۱' · نوریس '۱۲۰+۱ | گزارش      | دارلینگ ۳۷'          | ورزشگاه: برودهال وی تماشاگران: ۱٬۸۷۶ داور: الن یانگ |

| ۶ نوامبر ۲۰۲۱ | لینکولن سیتی (۳) | ۱–۰   | بوورز و پیتسی (۷) | لینکلن                                                   |
| ۱۵:۰۰ GMT     | - سندرز ۶۶'      | گزارش |                   | ورزشگاه: Sincil Bank تماشاگران: ۵٬۸۰۰ داور: مارک ادواردز |

| ۶ نوامبر ۲۰۲۱ | پورت ویل (۴)                                  | ۵–۱   | آکرینگتون استنلی (۳) | بورسلم                                             |
| ۱۵:۰۰ GMT     | - ویلسون ۳۰'، ۷۳'، ۷۹' - کاس ۸۵' - لوید ۹۰+۳' | گزارش | - همیلتون ۸۵'        | ورزشگاه: ویل پارک تماشاگران: ۴٬۶۰۵ داور: بن اسپیدی |

| ۶ نوامبر ۲۰۲۱ | گیتزهد (۶)            | ۲–۲   | آلترینچام (۵)               | گیتس‌هد                                                           |
| ۱۵:۰۰ GMT     | - کمپل ۴۷' - اولی ۷۹' | گزارش | - دینانگا ۸۳' - Moult ۹۰+۵' | ورزشگاه: ورزشگاه اینترنشنال تماشاگران: ۱٬۰۶۶ داور: توماس Parsons |

| ۱۶ نوامبر ۲۰۲۱ تکرار | آلترینچام (۵)          | ۲–۳   | گیتزهد (۶)                      | آلترینکهام                                          |
| ۱۹:۴۵ GMT            | Hancock ۳۰' · مونی ۷۹' | گزارش | Langstaff ۲۲'، ۹۰+۱' · وارد ۵۷' | ورزشگاه: ماس لین تماشاگران: ۱٬۳۹۰ داور: مارتین وودز |

| ۶ نوامبر ۲۰۲۱ | بنبری یونایتد (۷) | ۰–۴   | بارو (۴)                                           | بنبری                                                   |
| ۱۷:۱۵ GMT     |                   | گزارش | - گوردون ۸' - زانزالا ۵۵' - بنکس '۸۰ - استیونز ۸۳' | ورزشگاه: ورزشگاه اسپنسر تماشاگران: ۲٬۴۰۰ داور: ربکا ولچ |

| ۷ نوامبر ۲۰۲۱ | شفیلد ونزدی (۳) | ۰–۰   | پلیموث آرگیل (۳) | شفیلد                                                         |
| ۱۲:۱۵ GMT     |                 | گزارش |                  | ورزشگاه: ورزشگاه هیلزبورو تماشاگران: ۷٬۲۶۱ داور: آنتونی بک‌هوس |

| ۱۶ نوامبر ۲۰۲۱ تکرار | پلیموث آرگیل (۳)          | ۳–۰   | شفیلد ونزدی (۳) | پلیموث (انگلستان)                                        |
| ۱۹:۴۵ GMT            | گریک ۲۰'، ۶۷' · هاردی ۳۶' | گزارش |                 | ورزشگاه: هوم پارک تماشاگران: ۱۱٬۰۹۴ داور: کریس Sarginson |

| ۷ نوامبر ۲۰۲۱ | آکسفورد یونایتد (۳)     | ۲–۲   | بریستول راورز (۴)                  | آکسفورد                                                |
| ۱۳:۰۰ GMT     | - تیلور ۱۱' - مک‌گین ۵۱' | گزارش | - فینلی ۴۵+۱' - اوانز ۸۷' (پنالتی) | ورزشگاه: ورزشگاه کاسام تماشاگران: ۵٬۰۸۳ داور: پل هوارد |

| ۱۶ نوامبر ۲۰۲۱ تکرار | بریستول راورز (۴)                          | ۴–۳ (و.ا.) | آکسفورد یونایتد (۳)                | هورفیلد                                                 |
| ۱۹:۰۰ GMT            | فینلی ۴۸' · اسپنس ۱۱۰', ۱۱۸' · کالینز ۱۱۵' | گزارش      | تیلور '۵۷ · بودین ۹۱' · Seddon ۹۳' | ورزشگاه: Memorial Stadium تماشاگران: ۴٬۹۱۸ داور: نیل هر |

| ۷ نوامبر ۲۰۲۱ | استراتفورد تاون (۷) | ۱–۵   | شروزبری تاون (۳)                                      | تیدینگتون                                          |
| ۱۵:۰۰ GMT     | - Grocott ۵'        | گزارش | - بومن ۲۵'، ۵۴' - Leahy ۵۷' - بنت ۶۲' - بلوکسام ۹۰+۲' | ورزشگاه: نایتس لین تماشاگران: ۲٬۸۰۰ داور: بن Toner |

| ۷ نوامبر ۲۰۲۱ | روچدیل (۴)     | ۱–۱   | نوتس کانتی (۵) | روچدیل                                                    |
| ۱۵:۰۰ GMT     | - O'Keeffe ۴۵' | گزارش | - Wootton ۶۲'  | ورزشگاه: ورزشگاه اسپاتلند تماشاگران: ۲٬۵۸۷ داور: راس جویس |

| ۱۶ نوامبر ۲۰۲۱ تکرار | نوتس کانتی (۵) | ۱–۲   | روچدیل (۴)             | ناتینگهام                                        |
| ۱۹:۴۵ GMT            | وایت '۶۳       | گزارش | اندروز ۱۵' · بیزلی ۹۰' | ورزشگاه: میدو لین تماشاگران: ۴٬۴۱۶ داور: جیمز بل |

| ۷ نوامبر ۲۰۲۱ | بولتون واندررز (۳)       | ۲–۲   | استوک‌پورت کانتی (۵)            | هورویچ                                                  |
| ۱۵:۰۰ GMT     | - دویل ۳۳' - کاچونگا ۳۶' | گزارش | - کوییگلی ۲۳' - وایت‌فیلد ۴۵+۲' | ورزشگاه: ورزشگاه مکرون تماشاگران: ۱۱٬۱۸۳ داور: تام نیلد |

| ۱۷ نوامبر ۲۰۲۱ تکرار | استاک‌پورت کانتی (۵)                                      | ۵–۳ (و.ا.) | بولتون واندررز (۳)                     | استاک‌پورت                                               |
| ۱۹:۴۵ GMT            | - مدن '۲۴ - کوییگلی ۴۵'، ۹۵' - پالمر ۸۵' - کرانکشاو ۱۱۹' | گزارش      | - کاچونگا ۲' - پالمر ۶' - باکایوکو ۲۸' | ورزشگاه: اجلی پارک تماشاگران: ۱۰٬۰۸۴ داور: ساموئل باروت |

| ۷ نوامبر ۲۰۲۱ | سنت آلبنز سیتی (۶)                  | ۳–۲   | فارست گرین راورز (۴)           | سنت آلبنز                                             |
| ۱۷:۱۵ GMT     | - Weiss ۲۵' - بانتون ۲۹' - جفرز ۷۸' | گزارش | - استیونز ۱۸' - ایتچیسون ۴۵+۱' | ورزشگاه: کلارنس پارک تماشاگران: ۴٬۱۰۰ داور: بابی مدلی |

| ۸ نوامبر ۲۰۲۱ | داگنم و ردبریج (۵) | ۰–۱   | سالفورد سیتی (۴) | دگنهام                                                 |
| ۱۹:۴۵ GMT     |                    | گزارش | - ترنبول ۳'      | ورزشگاه: ویکتوریا رود تماشاگران: ۲٬۳۳۰ داور: دیوید راک |

## دور دوم
در دور دوم، ۴۰ تیم برندهٔ دور اول حضور داشتند. قرعه‌کشی در ۸ نوامبر ۲۰۲۱ در ورزشگاه ومبلی و توسط شان رایت-فیلیپس و ریچل یانکی برگزار شد. پایین‌ترین تیم دور دوم، باکستون از دسته برتر لیگ فوتبال شمالی انگلستان در سطح هفتم سیستم فوتبال انگلستان بود.
| ۳ دسامبر ۲۰۲۱ | گیتزهد (۶) | ۰–۲   | چارلتون اتلتیک (۳) | گیتس‌هد                                                             |
| ۱۹:۴۵ GMT     |            | گزارش | - استاکلی ۳۰'، ۵۴' | ورزشگاه: ورزشگاه گیتس‌هد اینترنشنال تماشاگران: ۳٬۷۴۶ داور: تام ریوز |

| ۳ دسامبر ۲۰۲۱ | روترهام یونایتد (۳) | ۱–۰   | استوک‌پورت کانتی (۵) | راترهام                                                   |
| ۱۹:۴۵ GMT     | اسمیت ۴۳'           | گزارش |                     | ورزشگاه: ورزشگاه نیویورک تماشاگران: ۶٬۴۶۶ داور: اولی ییتس |

| ۴ دسامبر ۲۰۲۱ | باکستون (۷) | ۰–۱   | مورکم (۳)     | بوکستون                                           |
| ۱۲:۴۵ GMT     |             | گزارش | - استاکتن ۲۹' | ورزشگاه: سیلورلنز تماشاگران: ۳٬۶۴۲ داور: لی سوابی |

| ۴ دسامبر ۲۰۲۱ | بریستول راورز (۴)          | ۲–۱   | ساتون یونایتد (۴) | هورفیلد                                                      |
| ۱۵:۰۰ GMT     | - کالینز '۵۷ - اندرتون ۶۰' | گزارش | - رندال ۵۲'       | ورزشگاه: ورزشگاه مموریال تماشاگران: ۴٬۴۵۶ داور: دارن دریسدیل |

| ۴ دسامبر ۲۰۲۱ | برتون آلبیون (۳) | ۱–۲   | پورت ویل (۴)      | برتون آپون ترنت                                          |
| ۱۵:۰۰ GMT     | - لیک ۲۳'        | گزارش | - پولتیک ۷۹'، ۸۲' | ورزشگاه: ورزشگاه پیرلی تماشاگران: ۳٬۵۳۹ داور: مارتین کوی |

| ۴ دسامبر ۲۰۲۱ | لینکولن سیتی (۳) | ۰–۱   | هارتلپول یونایتد (۴) | لینکلن                                                       |
| ۱۵:۰۰ GMT     |                  | گزارش | - فیورینی '۵۲        | ورزشگاه: ورزشگاه سینسیل بنک تماشاگران: ۵٬۵۰۶ داور: بابی مدلی |

| ۴ دسامبر ۲۰۲۱ | ویمبلدون (۳)                    | ۴–۳   | چلتنهام تاون (۳)                  | مرتون                                             |
| ۱۵:۰۰ GMT     | - عسل ۳۶'، ۵۵' - پالمر ۴۱'، ۶۵' | گزارش | - می ۲' - ویلیامز ۷۳' - هنگان '۸۱ | ورزشگاه: پلاو لین تماشاگران: ۴٬۳۲۲ داور: الن یانگ |

| ۴ دسامبر ۲۰۲۱ | لیتون اورینت (۴)                         | ۴–۰   | ترانمره راورز (۴) | لیتون، لندن بزرگ                                       |
| ۱۵:۰۰ GMT     | - اسمیت ۲۲'، ۸۳' - بکلس ۳۶' - درینان '۶۰ | گزارش |                   | ورزشگاه: بریزبن رود تماشاگران: ۳٬۲۴۸ داور: جیمز الدهام |

| ۴ دسامبر ۲۰۲۱ | کمبریج یونایتد (۳)  | ۲–۱   | اکستر سیتی (۴) | کمبریج                                                |
| ۱۵:۰۰ GMT     | - می ۲۳' - نیبس ۸۸' | گزارش | - نامبه '۱۰    | ورزشگاه: ورزشگاه ابی تماشاگران: ۲٬۸۳۴ داور: دیوید راک |

| ۴ دسامبر ۲۰۲۱ | دونکستر راورز (۳)     | ۲–۳   | منزفیلد تاون (۴)              | دانکستر                                                     |
| ۱۵:۰۰ GMT     | - هورتون ۷' - روو ۸۴' | گزارش | - فورستر ۴۸' - لپسلی ۶۰'، ۷۱' | ورزشگاه: ورزشگاه کیپ‌موت تماشاگران: ۷٬۰۴۰ داور: سب استاک‌بریج |

| ۴ دسامبر ۲۰۲۱ | والسال (۴)    | ۱–۲   | سوئیندون تاون (۴)        | والسال                                                  |
| ۱۵:۰۰ GMT     | - اوسادبه ۳۷' | گزارش | - سیمپسون ۱۶' - هیدن ۶۷' | ورزشگاه: ورزشگاه بسکات تماشاگران: ۴٬۳۳۱ داور: پیتر رایت |

| ۴ دسامبر ۲۰۲۱ | کارلایل یونایتد (۴) | ۱–۲   | شروزبری تاون (۳)         | کارلایل، کامبریا                                                |
| ۱۵:۰۰ GMT     | - گیبسون ۹۰+۱'      | گزارش | - بلوکسام ۱۰' - بومن ۷۸' | ورزشگاه: پارک ورزشی برونتون تماشاگران: ۲٬۷۹۴ داور: ساموئل باروت |

| ۴ دسامبر ۲۰۲۱ | ایپسویچ تاون (۳) | ۰–۰   | بارو (۴) | ایپسوییچ                                                    |
| ۱۵:۰۰ GMT     |                  | گزارش |          | ورزشگاه: ورزشگاه پورتمن رود تماشاگران: ۶٬۴۲۵ داور: سم پرکیس |

| ۱۵ دسامبر ۲۰۲۱ تکرار | بارو (۴)                 | ۲–۰   | ایپسویچ تاون (۳) | باوو-این-فورنس                                      |
| ۱۹:۴۵ GMT            | - استیونز ۲۶' - گوتز ۳۵' | گزارش |                  | ورزشگاه: هوکر استریت تماشاگران: ۲٬۷۵۶ داور: جیمز بل |

| ۴ دسامبر ۲۰۲۱ | پورتسموث (۳)   | ۱–۲   | هروگیت تاون (۴)                 | پورتسموث                                                       |
| ۱۵:۰۰ GMT     | - هریسون ۴۵+۲' | گزارش | - آرمسترانگ ۴۴' - دایموند ۹۰+۵' | ورزشگاه: ورزشگاه فراتون پارک تماشاگران: ۷٬۸۵۷ داور: سایمون مدر |

| ۴ دسامبر ۲۰۲۱ | یئوویل تاون (۵) | ۱–۰   | استیونج (۴) | یئوویل                                                      |
| ۱۷:۳۰ GMT     | ویکفیلد ۵۱'     | گزارش |             | ورزشگاه: ورزشگاه هویش پارک تماشاگران: ۲٬۷۵۴ داور: کریگ هیکس |

| ۵ دسامبر ۲۰۲۱ | روچدیل (۴)  | ۱–۲   | پلیموث آرگیل (۳)       | روچدیل                                                      |
| ۱۲:۱۵ GMT     | - مورلی ۵۵' | گزارش | - گریک ۱۷' - جف‌کات ۸۶' | ورزشگاه: ورزشگاه اسپاتلند تماشاگران: ۲٬۶۸۷ داور: اندرو کیچن |

| ۵ دسامبر ۲۰۲۱ | کولچستر یونایتد (۴) | ۱–۲   | ویگان اتلتیک (۳) | کولچستر                                                   |
| ۱۲:۳۰ GMT     | - سیرس ۴۵+۱'        | گزارش | - لنگ ۲۴'، ۷۵'   | ورزشگاه: ورزشگاه کولچستر تماشاگران: ۲٬۰۵۶ داور: کارل بروک |

| ۵ دسامبر ۲۰۲۱ | کیدرمینستر هاریرس (۶)          | ۲–۰   | هالیفاکس تاون (۵) | کیدرمینستر                                                 |
| ۱۶:۰۰ GMT     | - مورگان اسمیت ۳' - همینگز ۱۷' | گزارش |                   | ورزشگاه: ورزشکاه آگبورو تماشاگران: ۴٬۲۹۰ داور: برت هاکستبل |

| ۵ دسامبر ۲۰۲۱ | سالفورد سیتی (۴) | ۰–۲   | چسترفیلد (۵)             | سالفورد، منچستر بزرگ                             |
| ۱۷:۱۵ GMT     |                  | گزارش | - مندویل ۲۸' - کلرمن ۸۶' | ورزشگاه: مور لین تماشاگران: ۱٬۹۹۷ داور: راس جویس |

| ۶ دسامبر ۲۰۲۱ | بورم‌وود (۵)                               | ۴–۰   | سنت آلبنز سیتی (۶) | بورهام‌وود                                           |
| ۱۹:۴۵ GMT     | - ریس ۲۵'، ۴۹' - مافوتا ۶۴' - کلیفتون ۸۱' | گزارش |                    | ورزشگاه: میدو پارک تماشاگران: ۴٬۱۰۱ داور: بن اسپیدی |

## دور سوم
در دور سوم، تمامی ۴۴ باشگاه از لیگ برتر و چمپیونشیپ حضور داشتند که در این دور به همراه ۲۰ برنده از دور دوم وارد مسابقات شدند. قرعه‌کشی این مرحله در ۶ دسامبر ۲۰۲۱ در استادیوم ومبلی توسط دیوید سیمن و فی وایت انجام شد. پایین‌ترین تیم در دور سوم کیدرمینستر هریرز از لیگ ملی شمال در سطح ششم سیستم فوتبال انگلستان بود. برای آنکه از تراکم احتمالی بازی‌های لیگ که به دلیل تعویق مسابقات لیگ به دلیل افزایش موارد کووید ۱۹ ایجاد می‌شد، جلوگیری شود، تکلیف برنده مسابقات از این دور به بعد در همان روز تعیین و در صورت لزوم از زمان‌های اضافه و پنالتی‌ها استفاده می‌شد.
| ۷ ژانویه ۲۰۲۲ | سوئیندون تاون (۴) | ۱–۴   | منچستر سیتی (۱)                                   | سوئیندون                                                  |
| ۲۰:۰۰ GMT     | - مک‌کردی ۷۸'      | گزارش | - سیلوا ۱۴' - ژسوس ۲۸' - گوندوغان ۵۹' - پالمر ۸۲' | ورزشگاه: کونتی گراوند تماشاگران: ۱۴٬۷۵۳ داور: دارن انگلند |

| ۸ ژانویه ۲۰۲۲ | منزفیلد تاون (۴)         | ۲–۳   | میدلزبرو (۲)                                | منسفیلد                                              |
| ۱۲:۳۰ GMT     | - هاوکینز ۶۷' - اوتس ۸۵' | گزارش | - ایکپیزو ۴' - بوید-مانس ۱۴' - هیوئیت '۹۰+۵ | ورزشگاه: فیلد میل تماشاگران: ۷٬۲۹۷ داور: کیث استراود |

| ۸ ژانویه ۲۰۲۲ | بریستول سیتی (۲) | ۰–۱ (و.ا.) | فولام (۲)     | اشتون گیت                                                     |
| ۱۲:۳۰ GMT     |                  | گزارش      | - ویلسون ۱۰۵' | ورزشگاه: ورزشگاه اشتون گیت تماشاگران: ۷٬۳۰۴ داور: جاناتان ماس |

| ۸ ژانویه ۲۰۲۲ | برنلی (۱)     | ۱–۲   | هادرزفیلد تاون (۲)       | برنلی                                                         |
| ۱۲:۳۰ GMT     | - رودریگز ۲۸' | گزارش | - کروما ۷۴' - پیرسون ۸۷' | ورزشگاه: ورزشگاه تارف مور تماشاگران: ۷٬۶۵۴ داور: آندره مارینر |

| ۸ ژانویه ۲۰۲۲ | کاونتری سیتی (۲) | ۱–۰   | دربی کانتی (۲) | کاونتری                                                      |
| ۱۲:۳۰ GMT     | - هایم ۴۲'       | گزارش |                | ورزشگاه: ورزشگاه ریکو آرنا تماشاگران: ۸٬۸۹۶ داور: اندرو مدلی |

| ۸ ژانویه ۲۰۲۲ | هارتل پول یونایتد (۴)  | ۲–۱   | بلکپول (۲)   | هارتل‌پول                                                |
| ۱۲:۳۰ GMT     | - فرگوسن ۴۸' - گری ۶۱' | گزارش | - اندرسون ۸' | ورزشگاه: ویکتوریا پارک تماشاگران: ۴٬۹۳۲ داور: مت دانهیو |

| ۸ ژانویه ۲۰۲۲ | میلوال (۲) | ۱–۲   | کریستال پالاس (۱)       | برموندزی                                                 |
| ۱۲:۴۵ GMT     | - آفوب ۱۷' | گزارش | - اولیس ۴۶' - ماتتا ۵۸' | ورزشگاه: ورزشگاه دن تماشاگران: ۱۶٬۶۴۶ داور: آنتونی تیلور |

| ۸ ژانویه ۲۰۲۲ | بارنزلی (۲)                                             | ۵–۴ (و.ا.) | بارو (۴)                                   | بارنزلی                                        |
| ۱۵:۰۰ GMT     | - اندرسون ۲۳' - ویلیامز ۴۲' - کول ۸۳' - موریس ۸۸'، ۱۰۲' | گزارش      | - بنکس ۶۱' - گلنون ۷۸' - جونز ۸۶' - کی ۹۰' | ورزشگاه: اوکول تماشاگران: ۴٬۷۵۵ داور: راس جویس |

| ۸ ژانویه ۲۰۲۲ | بورم‌وود (۵)              | ۲–۰   | ویمبلدون (۳) | بورهام‌وود                                         |
| ۱۵:۰۰ GMT     | - مارش ۱۰' - کلیفتون ۸۶' | گزارش |              | ورزشگاه: میدو پارک تماشاگران: ۳٬۵۰۱ داور: جیمز بل |

| ۸ ژانویه ۲۰۲۲ | کیدرمینستر هاریرس (۶)          | ۲–۱   | ردینگ (۲)    | کیدرمینستر                                               |
| ۱۵:۰۰ GMT     | - آستین ۶۹' - مورگان اسمیت ۸۲' | گزارش | - پوشکاش ۴۵' | ورزشگاه: ورزشکاه آگبورو تماشاگران: ۵٬۱۷۸ داور: گوین وارد |

| ۸ ژانویه ۲۰۲۲ | لستر سیتی (۱)                                         | ۴–۱   | واتفورد (۱)     | لستر                                                      |
| ۱۵:۰۰ GMT     | - تیلمانس '۷ - مدیسون ۲۵' - بارنز ۵۴' - آلبرایتون ۸۵' | گزارش | - ژوآو پدرو ۲۷' | ورزشگاه: ورزشگاه کینگ‌پاور تماشاگران: ۲۵٬۷۱۰ داور: میک دین |

| ۸ ژانویه ۲۰۲۲ | نیوکاسل یونایتد (۱) | ۰–۱   | کمبریج یونایتد (۳) | نیوکاسل                                                              |
| ۱۵:۰۰ GMT     |                     | گزارش | - آیرون‌ساید ۵۶'    | ورزشگاه: ورزشگاه سنت جیمز پارک تماشاگران: ۵۱٬۳۹۵ داور: تونی هرینگتون |

| ۸ ژانویه ۲۰۲۲ | پیتربورو یونایتد (۲)       | ۲–۱   | بریستول راورز (۴) | پیتربورو                                                     |
| ۱۵:۰۰ GMT     | - اسمودیکس ۲۰' - مومبا ۶۳' | گزارش | - کوتس '۳         | ورزشگاه: ورزشگاه لاندن رود تماشاگران: ۴٬۹۳۷ داور: اندی دیویس |

| ۸ ژانویه ۲۰۲۲ | پورت ویل (۴) | ۱–۴   | برنتفورد (۱)                           | استوک-آن-ترنت                                         |
| ۱۵:۰۰ GMT     | - هرات ۷۰'   | گزارش | - فورس ۲۶' - امبومو ۶۶'، ۷۶'، ۸۷' (پ.) | ورزشگاه: ویل پارک تماشاگران: ۸٬۰۶۹ داور: توماس برامال |

| ۸ ژانویه ۲۰۲۲                                                        | کویینز پارک رنجرز (۲) | ۱–۱ (و.ا.) (۸–۷ پنالتی)                                                          | روترهام یونایتد (۳) | وایت سیتی                                                         |
| ۱۵:۰۰ GMT                                                            | - دیکس ۱۱۵'           | گزارش                                                                            | - ایهیکووی ۹۸'      | ورزشگاه: ورزشگاه لوفتوس رود تماشاگران: ۷٬۱۵۷ داور: مایکل سالیسبری |
|                                                                      | ضربات پنالتی          |                                                                                  |                     |                                                                   |
| - دیکس - یوهانسون - گری - دوتسل - آدوما - ایموس - باربت - دان - دیکی |                       | - اسمیت - رثبون - هاردینگ - کایوده - اودوفین - لیندزی - بولا - ایهیکووی - اوگبنه |                     |                                                                   |

| ۸ ژانویه ۲۰۲۲ | وست برومویچ آلبیون (۲) | ۱–۲ (و.ا.) | برایتون (۱)            | وست برومویچ                                                 |
| ۱۵:۰۰ GMT     | - رابینسون ۴۷'         | گزارش      | - مودر ۸۱' - ماوپی ۹۸' | ورزشگاه: ورزشگاه هاوتورنز تماشاگران: ۸٬۲۰۸ داور: رابرت جونز |

| ۸ ژانویه ۲۰۲۲ | ویگان اتلتیک (۳)                     | ۳–۲   | بلکبرن روورز (۲)       | ویگان                                                         |
| ۱۵:۰۰ GMT     | - پاور ۶۱' - پیرز '۷۵ - آسگارد ۹۰+۴' | گزارش | - خضرة ۴۹' - آیالا ۸۹' | ورزشگاه: ورزشگاه دی‌دابلیو تماشاگران: ۹٬۸۹۲ داور: تیم رابینسون |

| ۸ ژانویه ۲۰۲۲ | بیرمنگام سیتی (۲) | ۰–۱ (و.ا.) | پلیموث آرگیل (۳) | بردزلی                                                      |
| ۱۷:۳۰ GMT     |                   | گزارش      | - لو ۱۰۴'        | ورزشگاه: ورزشگاه سنت اندروز تماشاگران: ۹٬۸۲۳ داور: ربکا ولچ |

| ۸ ژانویه ۲۰۲۲ | چلسی (۱)                                                            | ۵–۱   | چسترفیلد (۵) | فولام                                                    |
| ۱۷:۳۰ GMT     | - ورنر ۶' - هادسون-اودوی ۱۸' - لوکاکو ۲۰' - کریستنسن ۳۹' - زیاش '۵۵ | گزارش | - آسانته ۸۰' | ورزشگاه: استمفورد بریج تماشاگران: ۳۹٬۷۹۵ داور: جارد گیلت |

| ۸ ژانویه ۲۰۲۲ | هال سیتی (۲)            | ۲–۳ (و.ا.) | اورتون (۱)                          | کینگستون آپون هال                                         |
| ۱۷:۳۰ GMT     | - اسمیت ۱' - لانگ‌من ۷۱' | گزارش      | - گری ۲۱' - گومیس ۳۱' - تاونزند ۹۹' | ورزشگاه: ورزشگاه کی‌کوم تماشاگران: ۱۶٬۲۸۲ داور: اندرو مدلی |

| ۸ ژانویه ۲۰۲۲ | سوانزی سیتی (۲)         | ۲–۳ (و.ا.) | ساوت‌همپتون (۱)                       | سوانزی                                                 |
| ۱۷:۳۰ GMT     | - پیرو ۷۷' - بدنارک '۹۴ | گزارش      | - ردمند ۸' - الیونسی ۹۵' - لانگ ۱۰۲' | ورزشگاه: ورزشگاه لیبرتی تماشاگران: ۰ داور: سایمون هوپر |

| ۸ ژانویه ۲۰۲۲ | یئوویل تاون (۵) | ۱–۳   | بورنموث (۲)              | یئوویل                                                         |
| ۱۷:۴۵ GMT     | - کویگلی ۴۸'    | گزارش | - مارکوندس ۱۹'، ۴۳'، ۷۰' | ورزشگاه: ورزشگاه هویش پارک تماشاگران: ۷٬۸۱۸ داور: جرمی سیمپسون |

| ۹ ژانویه ۲۰۲۲ | لوتون تاون (۲)                                  | ۴–۰   | هروگیت تاون (۴) | لوتون                                                      |
| ۱۲:۳۰ GMT     | - آدبایو ۱۸' - جروم ۵۰' - نی‌اسمیت ۸۲' - بری ۸۸' | گزارش |                 | ورزشگاه: کنیل‌ورث رود تماشاگران: ۴٬۸۳۴ داور: جیمز لینینگتون |

| ۹ ژانویه ۲۰۲۲ | کاردیف سیتی (۲)         | ۲–۱ (و.ا.) | پرستون نورث اند (۲) | کاردیف                                                      |
| ۱۴:۰۰ GMT     | - دیویس ۴۲' - هریس ۱۱۶' | گزارش      | - جانسون '۵۴        | ورزشگاه: ورزشگاه کاردیف سیتی تماشاگران: ۰ داور: سایمون هوپر |

| ۹ ژانویه ۲۰۲۲ | چارلتون اتلتیک (۳) | ۰–۱   | نوریچ سیتی    | لندن                                                   |
| ۱۴:۰۰ GMT     |                    | گزارش | - راشیتسا ۷۹' | ورزشگاه: ورزشگاه ولی تماشاگران: ۱۳٬۸۳۵ داور: جاش اسمیت |

| ۹ ژانویه ۲۰۲۲ | لیورپول (۱)                                     | ۴–۱   | شروزبری تاون (۳) | لیورپول                                 |
| ۱۴:۰۰ GMT     | - گوردون ۳۴' - فابینیو ۴۴'، ۹۰+۳' - فیرمینو ۷۸' | گزارش | - اودو ۲۷'       | ورزشگاه: ورزشگاه آنفیلد داور: دیوید کوت |

| ۹ ژانویه ۲۰۲۲ | استوک سیتی (۲)        | ۲–۰   | لیتون اورینت (۴) | استوک-آن-ترنت                                                 |
| ۱۴:۰۰ GMT     | - اینس ۴۳' - کمبل ۸۹' | گزارش |                  | ورزشگاه: ورزشگاه بریتانیا تماشاگران: ۵٬۲۶۹ داور: ساموئل باروت |

| ۹ ژانویه ۲۰۲۲ | تاتنهام هاتسپر (۱)               | ۳–۱   | مورکم (۳)    | تاتنهام                                                           |
| ۱۴:۰۰ GMT     | - وینکس ۷۴' - مورا ۸۵' - کین ۸۸' | گزارش | - اوکونر ۳۳' | ورزشگاه: ورزشگاه تاتنهام هاتسپر تماشاگران: ۴۰٬۳۱۰ داور: جان بروکس |

| ۹ ژانویه ۲۰۲۲ | وستهام یونایتد (۱)         | ۲–۰   | لیدز یونایتد (۱) | استراتفورد                                                        |
| ۱۴:۱۵ GMT     | - لانزینی ۳۴' - بوون ۹۰+۳' | گزارش |                  | ورزشگاه: ورزشگاه المپیک لندن تماشاگران: ۵۴٬۳۰۳ داور: استوارت اتول |

| ۹ ژانویه ۲۰۲۲ | ولورهمپتون واندررز (۱)      | ۳–۰   | شفیلد یونایتد (۲) | ولورهمپتون                                                |
| ۱۴:۰۰ GMT     | - پودنس ۱۴'، ۸۰' - سمدو ۷۲' | گزارش |                   | ورزشگاه: ورزشگاه مالینیو تماشاگران: ۲۷٬۰۰۴ داور: پل تیرنی |

| ۹ ژانویه ۲۰۲۲ | ناتینگهام فارست (۲) | ۱–۰   | آرسنال (۱) | وست بریجفورد                                                    |
| ۱۷:۱۵ GMT     | - گرابان ۸۳'        | گزارش |            | ورزشگاه: ورزشگاه سیتی گراند تماشاگران: ۲۴٬۹۳۸ داور: کریگ پاوسون |

| ۱۰ ژانویه ۲۰۲۲ | منچستر یونایتد (۱) | ۱–۰   | استون ویلا (۱) | منچستر                                                          |
| ۱۹:۵۵ GMT      | - مک‌تامینی ۸'      | گزارش |                | ورزشگاه: ورزشگاه الدترافورد تماشاگران: ۷۲٬۹۱۱ داور: مایکل الیور |

## دور چهارم
قرعه‌کشی دور چهارم در ۹ ژانویه ۲۰۲۲ در ورزشگاه ومبلی و توسط دیوید جیمز و لیا ویلیامسون برگزار شد. پایین‌ترین تیم دور پنجم، کیدرمینستر هاریرس از لیگ ملی شمال در سطح ششم سیستم فوتبال انگلستان بود.
| ۴ فوریه ۲۰۲۲                                                         | منچستر یونایتد (۱) | ۱–۱ (و.ا.) (۷–۸ پنالتی)                                         | میدلزبرو (۲) | منچستر                                                           |
| ۲۰:۰۰ GMT                                                            | سانچو ۲۵'          | گزارش                                                           | کروکز ۶۴'    | ورزشگاه: ورزشگاه الدترافورد تماشاگران: ۷۱٬۸۷۱ داور: آنتونی تیلور |
|                                                                      | ضربات پنالتی       |                                                                 |              |                                                                  |
| - ماتا - مگوایر - فرد - رونالدو - فرناندز - مک‌تامینی - دالو - الانگا |                    | - مک‌نیر - پایرو - هاسن - تاورنیر - بامبا - وتمور - فرای - پلتیه |              |                                                                  |

| ۵ فوریه ۲۰۲۲ | چلسی (۱)                          | ۲–۱ (و.ا.) | پلیموث آرگیل (۳) | فولام                                                      |
| ۱۲:۳۰ GMT    | - آزپیلیکوئتا ۴۱' - آلونسو ۱۰۵+۱' | گزارش      | - گیلسپی ۸'      | ورزشگاه: استمفورد بریج تماشاگران: ۳۹٬۹۵۹ داور: سایمون هوپر |

| ۵ فوریه ۲۰۲۲ | کیدرمینستر هاریرس (۶) | ۱–۲ (و.ا.) | وستهام یونایتد (۱)         | کیدرمینستر                                         |
| ۱۲:۳۰ GMT    | - پنی ۱۹'             | گزارش      | - رایس ۹۰+۱' - بوون ۱۲۰+۱' | ورزشگاه: آگبورو تماشاگران: ۵٬۳۲۷ داور: جاناتان ماس |

| ۵ فوریه ۲۰۲۲ | کریستال پالاس (۱)     | ۲–۰   | هارتلپول یونایتد (۴) | سلهرست                                                          |
| ۱۵:۰۰ GMT    | - گوهی ۴' - اولیس ۲۲' | گزارش |                      | ورزشگاه: ورزشگاه سلهارست پارک تماشاگران: ۲۲٬۱۱۴ داور: پیتر بنکس |

| ۵ فوریه ۲۰۲۲ | هادرزفیلد تاون (۲) | ۱–۰   | بارنزلی (۲) | هادرزفیلد                                                    |
| ۱۵:۰۰ GMT    | هولمز ۱۹'          | گزارش |             | ورزشگاه: ورزشگاه کرکلیس تماشاگران: ۱۶٬۶۰۷ داور: جرمی سیمپسون |

| ۵ فوریه ۲۰۲۲ | پیتربورو یونایتد (۲)  | ۲–۰   | کویینز پارک رنجرز (۲) | پیتربورو                                                    |
| ۱۵:۰۰ GMT    | - وارد ۲۵' - جونز ۷۲' | گزارش |                       | ورزشگاه: ورزشگاه لاندن رود تماشاگران: ۱۰٬۱۱۹ داور: دیوید وب |

| ۵ فوریه ۲۰۲۲ | ساوت‌همپتون (۱)                    | ۲–۱ (و.ا.) | کاونتری سیتی (۲) | ساوت‌همپتون                                                      |
| ۱۵:۰۰ GMT    | - آرمسترانگ ۶۳' - واکر-پیترز ۱۱۲' | گزارش      | - گیوکرش ۲۲'     | ورزشگاه: ورزشگاه سنت مریز تماشاگران: ۳۰٬۵۱۲ داور: تونی هرینگتون |

| ۵ فوریه ۲۰۲۲ | اورتون (۱)                                               | ۴–۱   | برنتفورد (۱) | والتون                                                            |
| ۱۵:۰۰ GMT    | - مینا ۳۱' - ریشارلیسون ۴۸' - هولگیت ۶۲' - تاونزند ۹۰+۱' | گزارش | تونی '۵۴     | ورزشگاه: ورزشگاه گودیسون پارک تماشاگران: ۳۷٬۳۱۰ داور: مایکل الیور |

| ۵ فوریه ۲۰۲۲ | استوک سیتی (۲)         | ۲–۰   | ویگان اتلتیک (۳) | استوک-آن-ترنت                                                 |
| ۱۵:۰۰ GMT    | - ماجا ۱۴' - براون ۶۲' | گزارش |                  | ورزشگاه: ورزشگاه بریتانیا تماشاگران: ۱۲٬۶۴۱ داور: جف الترینام |

| ۵ فوریه ۲۰۲۲ | منچستر سیتی (۱)                            | ۴–۱   | فولام (۲)   | منچستر                                                        |
| ۱۵:۰۰ GMT    | - گوندوغان ۶' - استونز ۱۳' - محرز ۵۳'، '۵۷ | گزارش | کاروالیو ۴' | ورزشگاه: ورزشگاه شهر منچستر تماشاگران: ۵۳٬۴۰۰ داور: جارد گیلت |

| ۵ فوریه ۲۰۲۲ | ولورهمپتون واندررز (۱) | ۰–۱   | نوریچ سیتی (۱) | ولورهمپتون                                         |
| ۱۵:۰۰ GMT    |                        | گزارش | مک‌لین ۴۵+۱'    | ورزشگاه: مالینیو تماشاگران: ۳۰٬۷۳۶ داور: دیوید کوت |

| ۵ فوریه ۲۰۲۲ | کمبریج یونایتد (۳) | ۰–۳   | لوتون تاون (۲)                         | کمبریج                                                   |
| ۱۷:۳۰ GMT    |                    | گزارش | - برک ۱۶' - مندس گومز ۲۳' - ماسکوی ۸۸' | ورزشگاه: ورزشگاه ابی تماشاگران: ۷٬۹۳۷ داور: توماس برامال |

| ۵ فوریه ۲۰۲۲ | تاتنهام هاتسپر (۱)        | ۳–۱   | برایتون (۱) | تاتنهام                                                              |
| ۲۰:۰۰ GMT    | - کین ۱۳'، ۶۶' - مارچ '۲۴ | گزارش | بیسوما ۶۳'  | ورزشگاه: ورزشگاه تاتنهام هاتسپر تماشاگران: ۵۴٬۶۹۷ داور: استوارت اتول |

| ۶ فوریه ۲۰۲۲ | لیورپول (۱)                           | ۳–۱   | کاردیف سیتی (۲) | آنفیلد                                                    |
| ۱۲:۰۰ GMT    | - ژوتا ۵۳' - مینامینو ۶۸' - الیوت ۷۶' | گزارش | کولویل ۸۰'      | ورزشگاه: ورزشگاه آنفیلد تماشاگران: ۵۱٬۲۶۸ داور: اندی مدلی |

| ۶ فوریه ۲۰۲۲ | ناتینگهام فارست (۲)                                 | ۴–۱   | لستر سیتی (۱) | وست بریجفورد                                                 |
| ۱۶:۰۰ GMT    | - زینکرناگل ۲۳' - جانسون ۲۴' - ورال ۳۲' - اسپنس ۶۱' | گزارش | ایهیناچو ۴۰'  | ورزشگاه: ورزشگاه سیتی گراند تماشاگران: ۲۸٬۷۶۲ داور: پل تیرنی |

| ۶ فوریه ۲۰۲۲ | بورنموث (۲) | ۰–۱   | بورم‌وود (۵) | بورنموث                                                       |
| ۱۸:۳۰ GMT    |             | گزارش | ریکتس ۳۸'   | ورزشگاه: ورزشگاه دین کورت تماشاگران: ۹٬۵۴۸ داور: گراهام اسکات |

## دور پنجم
قرعه‌کشی دور پنجم به تاریخ ۶ فوریه ۲۰۲۲ در ورزشگاه ومبلی و توسط اندرو کول انجام شد. مسابقات در هفته منتهی به دوشنبه ۲۸ فوریه ۲۰۲۲ برگزار شد. پایین‌ترین تیم در این دور، بورم‌وود از لیگ ملی در سطح پنجم فوتبال انگلستان بود.
| ۱ مارس ۲۰۲۲ | پیتربورو یونایتد (۲) | ۰–۲   | منچستر سیتی (۱)         | پیتربورو                                                     |
| ۱۹:۱۵ GMT   |                      | گزارش | - محرز ۶۰' - گریلیش ۶۷' | ورزشگاه: ورزشگاه لاندن رود تماشاگران: ۱۳٬۴۰۵ داور: اندی مدلی |

| ۱ مارس ۲۰۲۲ | کریستال پ پالاس (۱)        | ۲–۱   | استوک سیتی (۲) | سلهرست                                       |
| ۱۹:۳۰ GMT   | - کویاته ۵۳' - ریدوالد ۸۲' | گزارش | - تایمون ۵۸'   | ورزشگاه: ورزشگاه سلهارست پارک داور: راب جونز |

| ۱ مارس ۲۰۲۲ | میدلزبرو (۲) | ۱–۰ (و.ا.) | تاتنهام هاتسپر (۱) | میدلزبرو                                                      |
| ۱۹:۵۵ GMT   | - کوبرن ۱۰۷' | گزارش      |                    | ورزشگاه: ورزشگاه ریورساید تماشاگران: ۳۱٬۱۳۵ داور: دارن انگلند |

| ۲ مارس ۲۰۲۲ | لوتون تاون (۲)        | ۲–۳   | چلسی (۱)                           | لوتون                                                  |
| ۱۹:۱۵ GMT   | - برک ۲' - کورنیک ۴۰' | گزارش | - نیگس ۲۷' - ورنر ۶۸' - لوکاکو ۷۸' | ورزشگاه: کنیل‌ورث رود تماشاگران: ۱۰٬۱۴۰ داور: پیتر بنکس |

| ۲ مارس ۲۰۲۲ | ساوت‌همپتون (۱)                          | ۳–۱   | وستهام یونایتد (۱) | ساوت‌همپتون                                                     |
| ۱۹:۳۰ GMT   | - پرو ۳۱' - وارد پروس '۶۹ - بروجا ۹۰+۵' | گزارش | - انتونیو ۶۰'      | ورزشگاه: ورزشگاه سنت مریز تماشاگران: ۲۸٬۳۸۳ داور: آندره مارینر |

| ۲ مارس ۲۰۲۲ | لیورپول (۱)         | ۲–۱   | نوریچ سیتی (۱) | آنفیلد                                                          |
| ۲۰:۱۵ GMT   | - مینامینو ۲۷'، ۳۹' | گزارش | - روپ ۷۶'      | ورزشگاه: ورزشگاه آنفیلد تماشاگران: ۵۲٬۲۳۱ داور: مارتین اتکینسون |

| ۳ مارس ۲۰۲۲ | اورتون (۱)        | ۲–۰   | بورم‌وود (۵) | والتون                                                              |
| ۲۰:۱۵ GMT   | - روندون ۵۷'، ۸۴' | گزارش |             | ورزشگاه: ورزشگاه گودیسون پارک تماشاگران: ۳۸٬۸۳۶ داور: تونی هرینگتون |

| ۷ مارس ۲۰۲۲ | ناتینگهام فارست (۲)    | ۲–۱   | هادرزفیلد تاون (۲) | وست بریجفورد                                                     |
| ۱۹:۳۰ GMT   | - ساریج ۲۹' - ییتس ۳۷' | گزارش | - لیز ۱۳'          | ورزشگاه: ورزشگاه سیتی گراند تماشاگران: ۲۷٬۴۱۷ داور: گراهام اسکات |

## یک‌چهارم نهایی
قرعه‌کشی این مرحله به تاریخ ۳ مارس ۲۰۲۲ در ورزشگاه ومبلی و توسط سرمربی تیم ملی فوتبال انگلستان، گرت ساوتگیت برگزار شد. میدلزبرو و ناتینگهام فارست در دسته چمپیونشیپ از سطح دوم فوتبال انگلستان تیم‌هایی بودند که پایین‌ترین رتبه را داشتند.
در ۱۵ مارس، چلسی درخواست کرد بازی خود مقابل میدلزبرو را بدون تماشاگر برگزار کند، چرا که پس از تحریم مالک روسی رومن آبراموویچ توسط بریتانیا به خاطر ارتباطش با ولادیمیر پوتین، دیگر نمی‌توانستند بیشتر از بلیط‌های فصلی و ۵۰۰ تا ۶۰۰ بلیت معمولی فروخته شده قبل از ۱۰ مارس بفروشند. اینگونه هیچ‌کس نمی‌توانست در ورزشگاه حاضر شود، از جمله طرفداران میدلزبرو که بلیط‌هایشان کامل به فروش رسیده بود. درخواست چلسی در همان روز با مخالفت اتحادیه فوتبال انگلیس و میدلزبرو، رد شد.
| ۱۹ مارس ۲۰۲۲ | میدلزبرو (۲) | ۰–۲   | چلسی (۱)                | میدلزبرو                                                   |
| ۱۷:۱۵ GMT    |              | گزارش | - لوکاکو ۱۵' - زیاش ۳۱' | ورزشگاه: ورزشگاه ریورساید تماشاگران: ۳۱٬۴۲۲ داور: پل تیرنی |

| ۲۰ مارس ۲۰۲۲ | کریستال پالاس (۱)                            | ۴–۰   | اورتون (۱) | سلهرست                                           |
| ۱۲:۳۰ GMT    | - گوهی ۲۵' - ماتتا ۴۱' - زاها ۷۹' - هیوز ۸۸' | گزارش |            | ورزشگاه: ورزشگاه سلهارست پارک داور: استوارت اتول |

| ۲۰ مارس ۲۰۲۲ | ساوت‌همپتون (۱) | ۱–۴   | منچستر سیتی (۱)                                      | ساوت‌همپتون                                                |
| ۱۵:۰۰ GMT    | - لاپورت '۴۵+۲ | گزارش | - استرلینگ ۱۲' - دی بروینه '۶۲ - فودن ۷۵' - محرز ۷۸' | ورزشگاه: ورزشگاه سنت مریز تماشاگران: ۲۹٬۷۰۲ داور: میک دین |

| ۲۰ مارس ۲۰۲۲ | ناتینگهام فارست (۲) | ۰–۱   | لیورپول (۱) | وست بریجفورد                                                    |
| ۱۸:۰۰ GMT    |                     | گزارش | - ژوتا ۷۸'  | ورزشگاه: ورزشگاه سیتی گراند تماشاگران: ۲۸٬۵۸۴ داور: کریگ پاوسون |

## نیمه نهایی
قرعه‌کشی مرحله نیمه نهایی در تاریخ ۲۰ مارس ۲۰۲۲ توسط بازیکن سابق تیم ملی انگلستان، رابی فاولر انجام شد.
| ۱۶ آوریل ۲۰۲۲ | منچستر سیتی (۱)            | ۲–۳   | لیورپول (۱)                 | لندن                                                       |
| ۱۵:۳۰ BST     | - گریلیش ۴۷' - سیلوا ۹۰+۱' | گزارش | - کوناته ۹' - مانه ۱۷'، ۴۵' | ورزشگاه: ورزشگاه ومبلی تماشاگران: ۷۳٬۷۹۳ داور: مایکل الیور |

| ۱۷ آوریل ۲۰۲۲ | چلسی (۱)                     | ۲–۰   | کریستال پالاس (۱) | لندن                                                        |
| ۱۶:۳۰ BST     | - لوفتوس-چیک ۶۵' - ماونت ۷۶' | گزارش |                   | ورزشگاه: ورزشگاه ومبلی تماشاگران: ۷۶٬۲۳۸ داور: آنتونی تیلور |

## فینال
| چلسی                                                             | ۰–۰ (و.ا.) | لیورپول                                                             |
| ---------------------------------------------------------------- | ---------- | ------------------------------------------------------------------- |
|                                                                  | گزارش      |                                                                     |
| ضربات پنالتی                                                     |            |                                                                     |
| - مندوزا - آزپیلیکوئتا - جیمز - بارکلی - جورجینیو - زیاش - ماونت | ۵–۶        | - میلنر - تیاگو - فیرمینو - الکساندر-آرنولد - مانه - ژوتا - سیمیکاس |

## گلزنان برتر
تا تاریخ ۱۶ آوریل ۲۰۲۲
| رتبه | بازیکن            | باشگاه                        | گل(ها) |
| ---- | ----------------- | ----------------------------- | ------ |
| ۱    | ریاض محرز         | باشگاه فوتبال منچستر سیتی     | ۴      |
| ۱    | جیدن استاکلی      | باشگاه فوتبال چارلتون اتلتیک  | ۴      |
| ۳    | رایان بومن        | باشگاه فوتبال شروزبری تاون    | ۳      |
| ۳    | جردن گریک         | باشگاه فوتبال پلیموث آرگیل    | ۳      |
| ۳    | هری کین           | باشگاه فوتبال تاتنهام هاتسپر  | ۳      |
| ۳    | کالوم لانگ        | باشگاه فوتبال ویگان اتلتیک    | ۳      |
| ۳    | روملو لوکاکو      | باشگاه فوتبال چلسی            | ۳      |
| ۳    | امیلیانو مارکوندس | باشگاه فوتبال ای‌اف‌سی بورنموث  | ۳      |
| ۳    | برایان امبومو     | باشگاه فوتبال برنتفورد        | ۳      |
| ۳    | تاکومی مینامینو   | باشگاه فوتبال لیورپول         | ۳      |
| ۳    | اولی پالمر        | باشگاه فوتبال ای‌اف‌سی ویمبلدون | ۳      |
| ۳    | اسکات Quigley     | باشگاه فوتبال استوک‌پورت کانتی | ۳      |
| ۳    | جیمز ویلسون       | باشگاه فوتبال پورت ویل        | ۳      |

## حق پخش تلویزیونی در بریتانیا
| مرحله           | بی‌بی‌سی | ITV | S4C                           |
| --------------- | --- | --- | ----------------------------- |
| دور اول         | سادبری - کولچستر یونایتد سنت آلبانز سیتی - فارست گرین روورز استاک‌پورت کانتی - بولتون واندررز (بازپخش)                                        | بانبری یونایتد - بارو شفیلد ونزدی - پلیموث آرگیل استراتفورد تاون - شروزبری تاون داگنهام و ردبریج - سالفورد سیتی سولیهال مورز - ویگان اتلتیک (بازپخش) | نداشت                         |
| دور دوم         | باکستون-مورکم یئوویل تاون-استیونیج | گیتس‌هد - چارلتون اتلتیک روچدیل - پلیموث آرگیل سالفورد سیتی - چسترفیلد بورهام وود - سنت آلبانز سیتی بارو - ایپسویچ تاون (بازپخش)                      | نداشت                         |
| دور سوم         | هال سیتی - اورتون سوانزی سیتی - ساوت‌همپتون (بی‌بی‌سی ولز) چلسی - چسترفیلد (رد باتن) یئوویل تاون - بورنموث (رد باتن) منچستریونایتد - استون ویلا | سویندون تاون - منچستر سیتی میلوال - کریستال پالاس وست هم یونایتد - لیدز یونایتد ناتینگهام فارست - آرسنال                                             | کاردیف سیتی - پرستون نورث اند |
| دور چهارم       | کیدرمینستر هریرز - وستهم یونایتد چلسی - پلیموث آرگیل (دکمه قرمز) کمبریج یونایتد - لوتون تاون (دکمه قرمز) ناتینگهام فارست - لستر سیتی         | منچستریونایتد - میدلزبرو تاتنهام هاتسپر - برایتون اند هوو آلبیون لیورپول - کاردیف سیتی بورنموث - بورهام وود                                          | نداشت                         |
| دور پنجم        | کریستال پالاس - استوک سیتی (رد بان) میدلزبرو - تاتنهام هاتسپر لوتون تاون - چلسی ساوت‌همپتون - وستهم یونایتد (رد باتن)                         | پیتربورو یونایتد - منچسترسیتی لیورپول - نوریچ سیتی اورتون - بورهام وود ناتینگهام فارست - هادرسفیلد تاون                                              | نداشت                         |
| یک‌چهارم نهایی‌ها | میدلزبرو - چلسی ساوت‌همپتون - منچسترسیتی | کریستال پالاس - اورتون ناتینگهام فارست - لیورپول | نداشت                         |
| نیمه‌نهایی‌ها     | منچستر سیتی - لیورپول | چلسی - کریستال پالاس | نداشت                         |

شرکای پخش سایر کشورها را می‌توان در وبگاه رسمی اتحادیه فوتبال انگلستان یافت.